# Cátedra de São Pedro

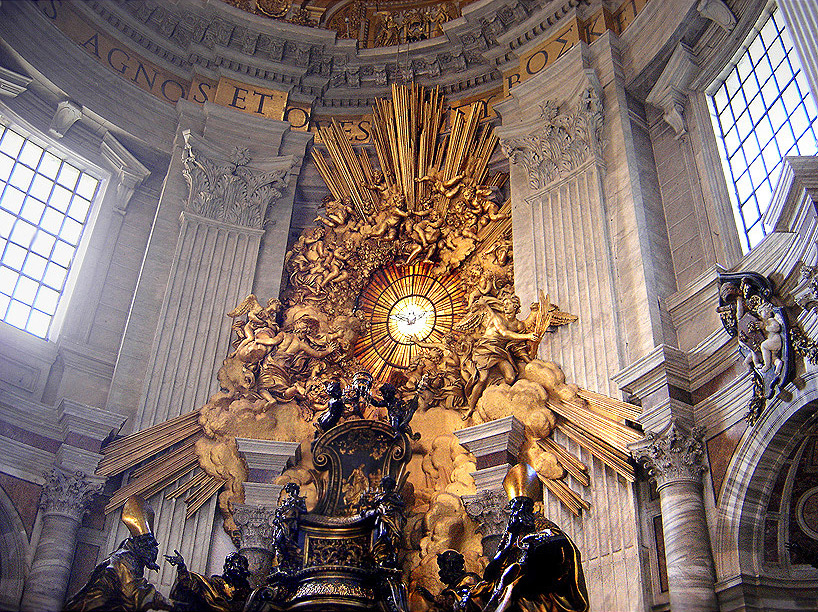
A caixa de bronze que sela a cadeira de São Pedro por Bernini na Basílica de São Pedro, em Roma.

A Cátedra de Pedro ou Cadeira de São Pedro (em latim Cathedra Petri) é uma relíquia católica, conservada na Basílica de São Pedro em Roma, dentro de um compartimento de bronze, dourado, projetado e construído por Gian Lorenzo Bernini entre 1647 e 1653, que possuí a forma de uma cadeira de espaldar alto. Os católicos celebram a festa da Cátedra de Pedro nos dias 18 de janeiro e 22 de fevereiro.
A cadeira de um bispo ou outra autoridade religiosa, especialmente se dentro de uma catedral, é chamada  cátedra (cathedra do latim) e esta concretamente é a que está na Basílica de São João de Latrão e que tem sido utilizada pelos papas como trono para o seu exercício de autoridade máxima e ex cathedra.
Alguns historiadores afirmam que foi utilizado pelo próprio São Pedro, outros porém, afirmam que na realidade ela foi um presente de Carlos II de França ao Papa Adriano II em 875. O certo é que existe uma inscrição muito mais antiga, datada de 370, atribuída ao Papa São Dâmaso, falando de uma cadeira portátil dentro do Vaticano e que houve festas em sua honra anteriores a essa data.
Assim da primitiva existiriam apenas uns pequenos pedaços que seriam encrostados nesta nova cadeira, igualmente de madeira, que encontra-se lacrada no tal compartimento de bronze da autoria de Gian Lorenzo Bernini. Para se o compreender é preciso pensar que, na altura, estava-se em plena contra-reforma em que foram construídos diversos outros relicários com a intenção de proteger as respectivas relíquias. Podemos ver que, como em O Êxtase de Santa Teresa, este é uma fusão da arte Barroco, escultura e arquitetura ricamente policromada, manipulando efeitos de luz. Depois possuí um painel com estofos padrão com um baixo-relevo de Cristo dando as chaves do céu a Pedro. Diversos anjos estão em torno do painel, em baixo há uma assento almofadado de bronze vazio: a relíquia da antiga cadeira está lá dentro.
Na Bíblia, em Mateus 16:18–19, Jesus fala para Pedro: "Tu es Petrus et super hanc petram aedificabo Ecclesiam meam et portae inferi non praevalebunt adversum eam. et tibi dabo claves regni cælorum et quodcumque ligaveris super terram erit ligatum in cælis et quodcumque solveris super terram erit solutum in cælis." ("Tu és Pedro, e sobre esta pedra edificarei a minha Igreja as portas do inferno nunca prevalecerão contra ela. Eu te darei as chaves do Reino dos Céus e o que ligares na terra será ligado nos céus. E o que desligares na terra será desligado nos céus"), esta frase está inscrita na cúpula em cima do relicário, sendo ambos vistos como símbolos da autoridade do Papa. Este evento é conhecido como Confissão de Pedro.